# Прапор Сімферополя
Пра́пор Сімферо́поля затверджений рішенням Сімферопольської міської ради № 138 від 14 грудня 2006 року. Автор — Маскевич О. І.

## Опис
Прапор являє собою прямокутне полотнище, яке складається з трьох вертикально розташованих смуг: синьої, білої та червоної (зліва направо від древка).
Пропорції смуг 1/5; 3/5; 1/5. У центрі білої смуги — малий герб міста Сімферополя.
Відношення ширини прапора до його довжини — 2:3.